# 채고추나물
채고추나물(Hypericum attenuatum)은 한반도 각처의 산이나 들에 나는 여러해살이풀로 높이는 30-80cm이다. 전체에 검은 점이 있고, 줄기는 원기둥 모양이다. 잎은 마주나며 원줄기를 반 정도 감싸고, 긴 타원형, 타원형을 이룬다. 끝이 둔하고, 길이 1-3.5cm이며 투명한 점과 검은 점이 함께 있고, 가장자리는 밋밋하다. 꽃은 노란색, 지름 3cm, 줄기 끝이나 가지 끝에 취산꽃차례로 달린다. 꽃잎은 5장으로 다소 비뚤어진 모양이다. 꽃받침 5장, 윗부분에 검은 점이 있고, 수술은 3뭉치, 암술대는 3개이다. 열매는 삭과, 난형이며 개화기는 7-8월이다.